# (37825) 1998 BM17
1998 BM17 (asteroide 37825) é um asteroide da cintura principal. Possui uma excentricidade de 0.17934450 e uma inclinação de 2.26607º.
Este asteroide foi descoberto no dia 22 de janeiro de 1998 por Spacewatch em Kitt Peak.